# Calenberger Land
Calenberger Land er et historisk landskab sydvest for Hannover, groft sagt drejer det sig om området mellem floderne Leine og Deister. Navnet Calenberg stammer fra middelalderborgen Calenberg ved den lille by Pattensen, hvor fyrstedømmet med det samme navn havde sit hovedsæde.

## Byer og kommuner i området
- Barsinghausen
- Gehrden
- Hemmingen
- Pattensen
- Ronnenberg
- Seelze
- Springe
- Wennigsen
- Wunstorf

52°19′N 9°36′Ø / 52.32°N 9.6°Ø